# Color Air
Color Air var et norsk lavprisflyselskab der i 1998 og 1999 fløj fra Oslo Lufthavn, Gardermoen med en flåde på 3. stk. Boeing 737-300 fly. Selskabet var ejet af Color Group, og fløj i samme farver og under samme brand som rederiet Color Line. Color Airs første flyvning skete den 6. august 1998, og 10. november 1999 blev selskabet erklæret konkurs.